# Muzaffer Özdemir
Muzaffer Özmedir (Gümüşhane, 1955) è un attore e ingegnere turco.
Laureato presso il Dipartimento di Ingegneria Geologica, lavorava come appaltatore per la restaurazione di edifici storici in Turchia. Nel 1997 conosce il regista Nuri Bilge Ceylan che lo sceglie per il film Kasaba. Reciterà per lui anche nei seguenti Nuvole di maggio e Uzak. Per quest'ultimo vince, insieme al partner Mehmet Emin Toprak, il Prix d'interprétation masculine al Festival di Cannes 2002.
Nel 2011 debutta alla regia con Yurt, nel quale anche recita, a fianco a Muhammet Uzuner.